# Caught by Cowboys
Caught by Cowboys è un cortometraggio muto del 1910. Il nome del regista non viene riportato nei credit del film, un western prodotto dalla Champion Film Company di Mark M. Dintenfass; una compagnia che il produttore aveva fondato poco tempo prima, stabilendo gli studi a Fort Lee, nel New Jersey.

## Produzione
Il film fu prodotto dalla Champion Film Company.

## Distribuzione
Distribuito dalla Motion Picture Distributors and Sales Company, il film - un cortometraggio di una bobina - uscì nelle sale cinematografiche USA il 2 novembre 1910.